# عملیات زیپ
عملیات زیپ (انگلیسی: Operation Zipper) در جنگ جهانی دوم، نقشهٔ نیروهای بریتانیا برای تصرف بندر کلانگ یا پورت دیکسون در مالایا، به عنوان نواحی متصرف شده مقدماتی، جهت مهیا سازی اجرای عملیات میلفیست برای باز پس‌گیری سنگاپور بود. اگر چه به خاطر خاتمه جنگ در اقیانوس آرام، این عملیات هیچوقت به‌طور کامل اجرا نشد. در طی این عملیات برای اینکه واکنش ژاپنی‌ها را محک بزنند، برخی از طرح‌های در نظر گرفته شده برای ورود به ساحل پنانگ طبق برنامه‌ریزی انجام گرفت، که با هیچ مقاومتی مواجه نمی‌شود. ترفند طرح‌ریزی شده برای این حمله، عملیات اسلیپری نام داشت، وقتی که یک تیم کوچک مجری عملیات ویژه به سرپرستی تون ابراهیم اسماعیل در ماه اکتبر ۱۹۴۴ به ساحل وارد شد، این تصور را در ژاپنی‌ها ایجاد نمود که نیروهای متفقین از سمت شمال به فاصلهٔ ۶۵۰ مایل (۱٬۰۵ کیلومتر)، در باریکه کرا وارد جزیره خواهند شد.
عملیات‌های جوریست و تایدریس، با هدف آزادسازی بلافاصله پنانگ و سنگاپور، در پی تسلیم ژاپن انجام گرفت و متعاقب آن، چند حملهٔ آبی خاکی در ابعاد کوچکتر در سواحل سلانگور و نگری سمبیلان صورت گرفت. دو ناوگان نیروهای متفقین از یانگون، با همراهی گروه ضربت یازدهم نیروی دریای سلطنتی، تحت عملیات جوریست به سمت پنانگ حرکت کردند و در همین حال ناوگان بزرگتری از نیروهای بریتانیا و فرانسه، تحت عملیات تایدریس به سمت سنگاپور رهسپار شدند. عملیات مقدماتی آزادسازی پنانگ، تلاشی برای محک‌زدن نیات ژاپنی‌ها، در راستای بازپس‌گیری سنگاپور و بخش آزاد نشده مالایا بود.
در روز دوم سپتامبر، نیروهای اشغالگر ژاپن در پنانگ، تسلیم شدند و فردای آن‌روز، تفنگ‌داران دریایی سلطنتی، جزیره پنانگ را بازپس‌گرفتند. در همین حین، ناوگان متفقین در روز چهارم سپتامبر به سنگاپور رسید و تسلیم شدن نیروهای ژاپنی مستقر در جزیره را، پذیرفت. روز ۱۲ سپتامبر، یک مراسم رسمی تسلیم در مرکز سنگاپور برگزار شد.
سه روز پیش از این مراسم، در روز نهم سپتامبر، نیروهای لشکر بیست و پنجم هند وارد سلانگور و نگری سمبیلان شده و پورت دیکسون را تصرف کردند. نیروهای مشترک‌المنافع با کمی تأخیر و در روز ۱۲ سپتامبر به کوالا لامپور رسیدند.